# Metacharis nigrella
Metacharis nigrella is een vlindersoort uit de familie van de prachtvlinders (Riodinidae), onderfamilie Riodininae.
Metacharis nigrella werd in 1868 beschreven door H. Bates.